# アラブ世界研究所
アラブ世界研究所（アラブせかいけんきゅうしょ、Institut du monde arabe、معهد العالم العربي）は、フランス、パリ5区にある研究所である。
1980年、アラブ諸国の18カ国とフランスはアラブ世界の情報を発信し、アラブ世界の文化、精神世界を研究するための研究機関を設置することで同意し、設置が決まった。また、フランス、ひいてはヨーロッパ世界とアラブ世界の協力と文化的交流を促進するという目的もある。1984年にはリビアも加わっている。
アラブの伝統的なデザインを模したといわれる、採光を調節する機構をもつガラスとアルミのミニマルなデザインパネルが南面を覆い、デザイン上の最大の特徴となっている。

## 建物

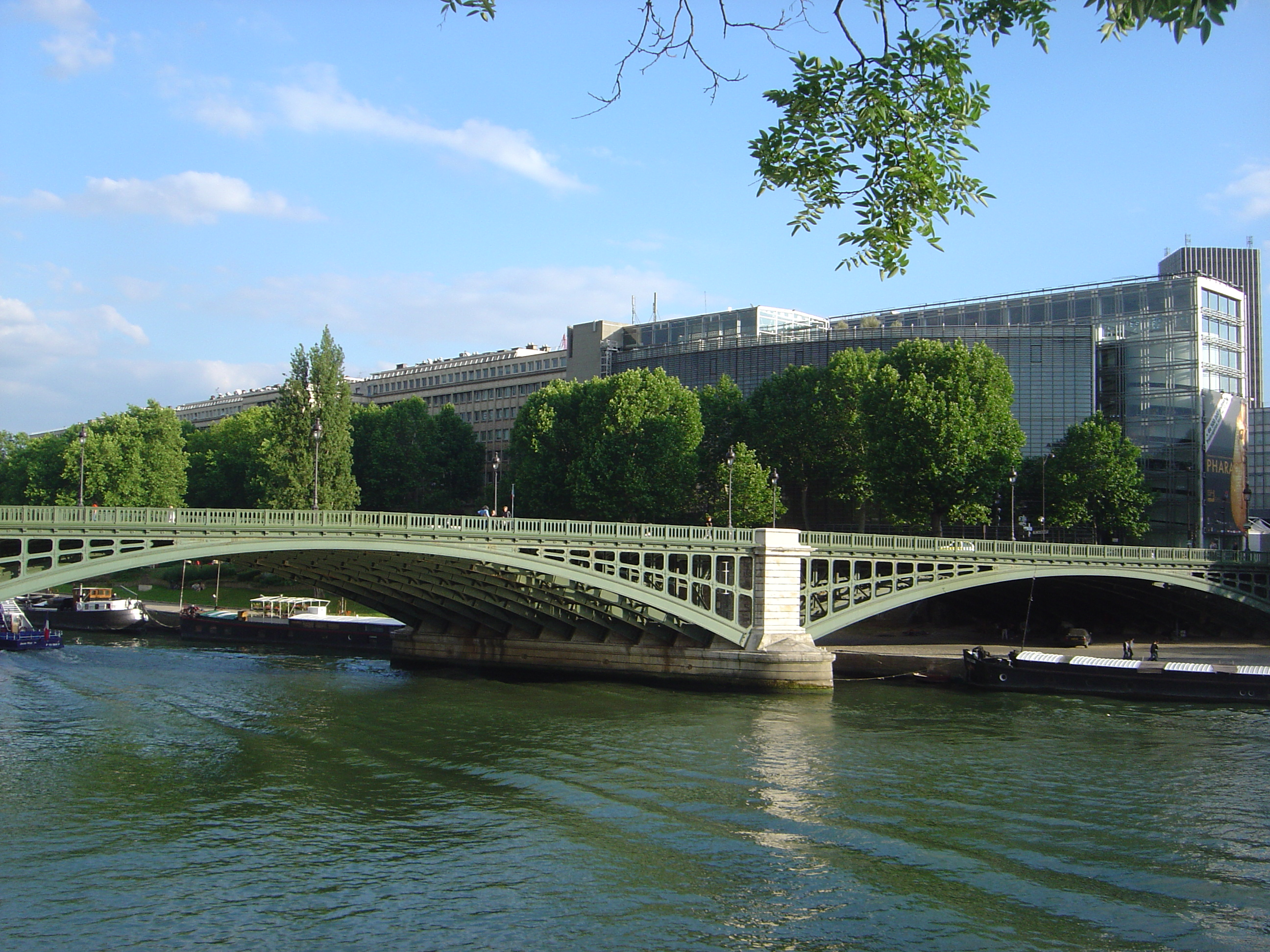
シュリー橋の方角から

アラブ世界研究所を有名にしたのは1987年12月に開館した建物である。この建物の特徴的なデザインはジャン・ヌーヴェルとArchitecture-studioによる、アラブの文化と西洋の文化を総合する試みである。建設は1981年から1987年にかけて行われた。
この建物はセーヌ川と近代的な建物が建ち並ぶジュシューキャンパスに挟まれて建っている。セーヌ川に面した側は川の流れに合わせて緩やかなカーブを描き、シュリー橋から見ると角張った印象を和らげる役割を果たしている。一方反対側は非常に直線的である。こちらは広場に面しており、壁面はガラス張りに加えて240枚のアルミパネルが取り付けられている。それぞれのパネルにはカメラの絞りのようなメカニズムが取り付けられており、開閉することで採光を自動調節する仕組みになっている。これはアラブの建築にみられるマシュラビーヤという窓飾りからヒントを得たものである。このように、旧来のパリの景観と伝統的なアラブの意匠、最新の技術が融合している。1989年に、イスラム文化を体現する優れた現代建築に贈られるアガ・カーン建築賞を受賞した。

## 交通
- メトロ7号線、10号線Jussieu下車

## 位置情報
北緯48度50分57.23秒 東経2度21分21.41秒 / 北緯48.8492306度 東経2.3559472度